# IC 4452
IC 4452 ist eine Balken-Spiralgalaxie vom Hubble-Typ SABc im Sternbild Bärenhüter am Nordsternhimmel. Sie ist schätzungsweise 193 Millionen Lichtjahre von der Milchstraße entfernt.
Das Objekt wurde am 8. Juli 1896 von Stéphane Javelle entdeckt.